# Ясьорувка
Ясьорувка (пол. Jasiorówka) — село в Польщі, у гміні Лохув Венґровського повіту Мазовецького воєводства.
Населення — 941 особа (2011).
У 1975-1998 роках село належало до Седлецького воєводства.

## Демографія
Демографічна структура станом на 31 березня 2011 року:
|          | Загалом | Допрацездатний вік | Працездатний вік | Постпрацездатний вік |
| -------- | ------- | ------------------ | ---------------- | -------------------- |
| Чоловіки | 460     | 93                 | 326              | 41                   |
| Жінки    | 481     | 108                | 267              | 106                  |
| Разом    | 941     | 201                | 593              | 147                  |